# Polyommatus thersites-cuneata
Polyommatus thersites-cuneata är en fjärilsart som beskrevs av Tutt 1910. Polyommatus thersites-cuneata ingår i släktet Polyommatus och familjen juvelvingar. Inga underarter finns listade i Catalogue of Life.